# Roycea
Roycea es un género de plantas fanerógamas con tres especies pertenecientes a la familia Amaranthaceae.

## Taxonomía
El género fue descrito por Charles Austin Gardner y publicado en Journal of the Royal Society of Western Australia 32: 77. 1948. La especie tipo no ha sido designada. 

## Especies
| - Roycea divaricata - Roycea pycnophylloides - Roycea spinescens |